# كيسي لونا
كيسي لونا (بالإنجليزية: Casey Luna)‏ هو سياسي أمريكي، ولد في 26 مايو 1931.